# Нове Борувко
Нове Борувко (пол. Nowe Borówko, нім. Neu Borowko) — село в Польщі, у гміні Чемпінь Косцянського повіту Великопольського воєводства.
Населення — 86 осіб (2011).
У 1975-1998 роках село належало до Познанського воєводства.

## Демографія
Демографічна структура станом на 31 березня 2011 року:
|          | Загалом | Допрацездатний вік | Працездатний вік | Постпрацездатний вік |
| -------- | ------- | ------------------ | ---------------- | -------------------- |
| Чоловіки | 44      | 17                 | 25               | 2                    |
| Жінки    | 42      | 9                  | 24               | 9                    |
| Разом    | 86      | 26                 | 49               | 11                   |